# Aemulatrix
Aemulatrix is een geslacht van vlinders uit de onderfamilie Olethreutinae van de familie bladrollers (Tortricidae). De wetenschappelijke naam van het geslacht is voor het eerst geldig gepubliceerd in 1982 door Alexey Diakonoff.
De typesoort van het geslacht is Aemulatrix aequilibra Diakonoff, 1982

## Soorten
- Aemulatrix aequilibra
- Aemulatrix notognatha